# 로버트 아우만
로버트 존 아우만(Robert J. Aumann, 1930년 6월 8일 ~ )은 이스라엘과 미국의 수학자이자 경제학자이며 전미 과학 아카데미의 회원이다. 이스라엘에서 예루살렘 히브리 대학교 교수로 재직하고 있고 뉴욕 주립 대학교 스토니브룩에도 교환교수직을 겸하고 있다. 아우만은 2005년에 게임이론의 분석을 통해 갈등과 협력에 관한 이해를 높인 공로를 인정 받아 토머스 셸링과 함께 노벨 경제학상을 수상하였다.

## 생애
아우만은 독일의 프랑크푸르트암마인에서 태어나 1938년 수정의 밤 사건 2주 전에 가족들과 함께 미국으로 피신을 갔다. 뉴욕에서 학교를 다녔으며, 1950년에 뉴욕시립대학교에서 수학을 전공하고 졸업하였다. 이후 매사추세츠 공과대학교에서 1952년에 석사과정을 끝냈고, 1955년에 수학으로 박사학위를 받았다.
1956년 예루살렘 히브리 대학교 수학과에 교수가 되었으며 1989년에 뉴욕 주립 대학교 스토니브룩의 교환교수가 되었다.

## 학력
- 1942년~1946년: 랍비 제이콥 조셉 스쿨 (졸업)
- 1946년~1950년: 뉴욕시립대학교 (학사)
- 1950년~1952년: 매사추세츠 공과대학교 (석사)
- 1952년~1955년: 매사추세츠 공과대학교 (박사)

## 업적
아우만은 포크정리, 공통지식이론, 연속경제의 완전경쟁 등을 연구했는데, 특히 게임 이론에서 반복게임에 대한 업적으로 가장 많이 알려져 있다. 아우만은 처음으로 상관균형의 개념을 정의한 사람이었고, 또한 최초로 공식적으로 공통지식이론에서 공유지식의 개념을 사용하였다. 또한 로이드 섀플리와 함께 아우만-섀플리 값에 대하여 연구하기도 하였다.

## 정치적 성향
아우만은 Professors for a Strong Israel라는 우익계열 정치단체에 가입하였다. 그는 가자지구 이탈계획에 반대하였으며, 최후통첩 게임의 한 종류인 공갈법 패러독시를 근거로 들며 아랍인들에게 땅을 주는 것은 전략적으로 좋은 선택이 아니라고 주장하였다.
그의 정치적인 성향을 자신의 연구로 정당화하려는 노력 때문에 유럽 언론 기관들에서는 아우만의 노벨 경제학상 수상을 비판하였다. 그의 노벨상 수상을 취소하자는 탄원서는 1,000명의 학계 관련 인원으로부터 서명을 받기도 하였다.

## 수상 경력
- 1974년 : 미국 예술 과학 아카데미의 해외 명예 회원[4]
- 1983년 : 하비 상 수상
- 1994년 : 이스라엘 경제연구상 수상[5]
- 2002년 : 에메트 경제학상 수상
- 2005년 : 토머스 셸링와 함께 노벨 경제학상